# Ett nytt liv
Ett nytt liv är en svensk TV-serie i fyra delar från 1972, ursprungligen visad i TV2. Serien regisserades av Lennart Hjulström och för manus svarade Bengt Bratt. Serien utspelade sig till stor del på havet bland sjöfolk, och skådespelarna Ingvar Hirdwall och Göran Stangertz fick tillbringa flera veckor till havs under inspelningarna.

## Rollista
- Margita Ahlin – Inger
- Kent Andersson – besättningsman
- Irma Erixson – Rolfs exflickvän
- Jonas Falk – lagerarbetare
- Inger Hayman – väninnan
- Gerd Hegnell – Rolfs flickvän
- Ingvar Hirdwall – Rolf
- Lennart Hjulström – Arne, kapten
- Niklas Hjulström – sonen
- Arne Nyberg – lagerförman
- Dan Sjögren – man
- Göran Stangertz – Kenneth